# Дугдинский сельсовет
Дугди́нский сельсове́т — муниципальное образование со статусом сельского поселения в составе Зейского района Амурской области. 
Административный центр — посёлок Дугда.

## История
Дугдинский сельский Совет народных депутатов был образован в 1984 году в связи со строительством Байкало-Амурской магистрали. Решением Исполнительного комитета Амурского областного совета депутатов трудящихся от 29 августа 1984 года № 380 зарегистрирован в Зейском районе населенный пункт — железнодорожная станция Дугда, вновь возникший на 561 километре Байкало-Амурской железнодорожной магистрали и образован Дугдинский сельсовет с центром в населенном пункте — железнодорожной станции Дугда.
31 октября 2005 года в соответствии с Законом Амурской области № 73-ОЗ муниципальное образование наделено статусом сельского поселения.

## Население
| 2002 | 2010 | 2011 | 2012 | 2013 | 2014 | 2015 |
| ---- | ---- | ---- | ---- | ---- | ---- | ---- |
| 741  | ↘709 | ↘706 | ↗711 | ↗712 | ↘701 | ↘692 |
| 2016 | 2017 | 2018 | 2021 |      |      |      |
| ↗697 | ↗710 | ↘689 | ↘588 |      |      |      |

## Состав сельского поселения
| № | Населённый пункт | Тип населённого пункта          | Население |
| - | ---------------- | ------------------------------- | --------- |
| 1 | Дугда            | посёлок, административный центр | ↘588      |